# Guillotière – Gabriel Péri
Guillotière - Gabriel Péri – stacja metra w Lyonie, na linii D. Stacja została otwarta 9 września 1991.